# 세계수의 미궁 V: 오랜 신화의 끝
《세계수의 미궁 V: 오랜 신화의 끝》은 아틀러스가 개발한 던전 탐험 롤플레잉 비디오 게임이다. 《세계수의 미궁》 시리즈 다섯 번째 본편이며 닌텐도 3DS 플랫폼으로 개발됐다. 일본서 2016년 8월 4일 처음 출시됐다. 북미 및 유럽 지역에선 《에트리안 오디세이 V: 신화를 넘어서》라는 제목으로 출시됐다.
《세계수의 미궁 V》에선 신종족이 등장하면서 직업과 더불어 종족에 따른 고유의 기술이 분류됐으며, 전작에서 연장을 통해 특질을 부여하는 기능을 삭제하고 능력치를 강화하는 것으로 단순화했다. 던전 내에서 이벤트가 발생해 이를 통해 경험치나 고유기록을 획득할 수 있다.

## 반응
《세계수의 미궁 V》는 리뷰 애그리게이터 웹사이트 메타크리틱에서 80/100점을 기록해 "대체적으로 긍정적인 평가"를 받았다. 메타크리틱에서 2017년 닌텐도 3DS 게임들 중 평가순위 8위를 기록했다.

## 참조

### 내용주
1. ↑  일본어: 世界樹の迷宮V 長き神話の果て
2. ↑  영어: Etrian Odyssey V: Beyond the Myth